# Pédernec
Pédernec (bret. Pederneg) – miejscowość i gmina we Francji, w regionie Bretania, w departamencie Côtes-d’Armor.
Według danych na rok 1990 gminę zamieszkiwały 1633 osoby, a gęstość zaludnienia wynosiła 60 osób/km² (wśród 1269 gmin Bretanii Pédernec plasuje się na 385. miejscu pod względem liczby ludności, natomiast pod względem powierzchni na miejscu 328.).